# تفجير مدينة أوكلاهوما
تفجير مدينة أوكلاهوما هو عمل إرهابي محلي متمثل في هجوم بسيارة مفخخة على مبنى ألفريد مورا الفدرالي في وسط مدينة أوكلاهوما، أوكلاهوما، الولايات المتحدة في 19 أبريل 1995. حدث التفجير الذي خطط له كل من تيموثي مك فاي وتيري نيكولز عند الساعة التاسعة ودقيقتين صباحا وأودى بأرواح 168 شخصا وأصيب 680 آخرين ودمر ثلث المبنى. دمر التفجير أو تسبب بأضرار في 324 مبنى آخر في محيط 16 حي وهشم الزجاج في 258 مبنى مجاورين ودمر أو أحرق 86 سيارة، مسببا في خسائر تقدر بحوالي 652 مليون دولار أمريكي من الأضرار. انطلقت أعمال الإنقاذ بواسطة السكان المحليين والفدراليين والوطنيين والمؤسسات العالمية بعد التفجير مباشرة، واستقبلت المدينة تبرعات ضخمة من كل أنحاء الدولة. أطلقت الوكالة الفيدرالية لإدارة الطوارئ 11 من قوات مهمات الإنقاذ والبحث تتكون من 665 عامل إنقاذ والذين ساعدوا في عمليات الإنقاذ والبحث. حتى وقوع أحداث 11 سبتمبر 2001، كان تفجير مدينة أوكلاهوما هو الهجوم الإرهابي الأكثر حصدا للأرواح في تاريخ الولايات المتحدة، ولا يزال الهجوم الإرهابي المحلي الأكثر حصدا للأرواح في تاريخ الدولة.
بعد 90 دقيقة من التفجير، قام رقيب على طريق أوكلاهوما السريع بإيقاف مك فاي لقيادته بدون لوحة أرقام واعتقله لحيازته أسلحة غير قانونية. ربطت الأدلة الشرعية سريعا بين مك فاي وتيري نيكولز وبين الهجوم، واعتُقل نيكولز وفي غضون بضعة أيام وُجهت إليهما التهم. تم التعرف على مايكل ولوري فورتير لاحقا كمساعدين في العمل الإرهابي. فجر مك فاي (أحد مقاتلي حرب الخليج الثانية وأحد مناصري حركة قوات الولايات المتحدة) شاحنة مستأجرة تابعة لشركة رايدر مليئة بالمتفجرات والتي أوقفها أمام المبنى. ساعد المتآمر الآخر نيكولز في تجهيز المتفجرات. متحفزا بكراهيته للحكومة الفيدرالية للولايات المتحدة وغضبه بخصوص تعاملها مع حادثة روبي ريدج في 1992 وحصار واكو في 1993، قام مك فاي بضبط هجومه ليتزامن مع المناسبة الثانية للهجوم الناري القاتل الذي انتهى بحصار فرع داوودي في واكو (تكساس).
شهدت التحقيقات الرسمية قيام عملاء المباحث الفيدرالية FBI بحوالي 28,000 عملية استجواب، وتجميع 3200 كجم من الأدلة، وتجميع ما يقرب من مليار معلومة. قُدم الإرهابيين إلى المحاكمة وأدينوا في 1997. أُعدم مك فاي بالحقنة القاتلة في 11 يونيو 2001، وحُكم على نيكولز بالسجن المؤبد في 2004. شهد مايكل ولوري فورتير ضد مك فاي ونيكولز، وحُكم على مايكل بقضاء 12 سنة في السجن لفشله في تحذير حكومة الولايات المتحدة، بينما امتلك لوري الحصانة من المقاضاة في مقابل شهادته.
نتيجة للتفجير، أصدر كونغرس الولايات المتحدة قانون مناهضة الإرهاب وعقوبة الإعدام الفعالة في 1996، بالإضافة إلى تشريعات مصممة لزيادة الحماية حول المباني الفدرالية لمنع أي عمليات إرهابية مستقبلية. في 19 أبريل 2000، تم تكريس النصب التذكاري ومتحف أوكلاهوما الوطني في موقع مبنى ألفريد مورا الفدرالي إذ تم تكريسه لضحايا التفجير. تُقام ذكرى التفجير الإرهابي كل سنة في 19 أبريل في وقت التفجير.

## المتآمرون

### تيموثي مك فاي
ولد ثيموثي في 23 أبريل 1968 لعائلة أيرلندية كاثوليكية في نيويورك، وقع الطلاق بين والديه عندما كان عمره 10 سنوات
حصل ثيموثي على دبلوم من مدرسة ستاربوينت، أثناء دراسته في المدرسة ظهر ولعه الشديد بالكمبيوتر والبرمجيات. كان ينظر اليه على أنه أكثر الموهوبين بين زملائه في مجال البرمجيات له حادثة في هذا المجال حيث اخترق الأجهزة الحكومية الأمريكية.
تعرّف مك فاي على الأسلحة النارية لأول مرة من خلال جده. أخبر مك فاي الناس أنه يريد أن يصبح مالك محل أسلحة نارية وأخذ الأسلحة معه إلى المدرسة أحيانا ليبهر أصدقاءه. أصبح مك فاي مهتما للغاية بحق حيازة الأسلحة كما في التعديل الثاني لدستور الولايات المتحدة الأمريكية بعد تخرجه من المدرسة الثانوية، كما تابع مجلات مثل Soldier of Fortune. في أثناء سجنه صرح ثيموثي بأن اتجاهه الأساسي ليبرالي وقام بالتصويت للمرشح الليبرالي هاري براون في انتخابات الرئاسة الأمريكية لعام 1996.

### تيري نيكولز
ارتاد نيكولز مدرسة لابير الثانوية حيث أخذ فصولا اختيارية في قوانين الصناعات اليدوية والأعمال. طوال فترة المدرسة، وصفه أصدقاؤه بالخجل. في أثناء فترة مدرسته الثانوية، لعب كرة القدم الأمريكية للشباب، والمصارعة، كما كان عضوا في فريق التزلج. قال أخوه جيمس أن تيري كان ماهرا في الأعمال الفنية كما كان ذكيا. تخرج تيري من المدرسة الثانوية في 1973 بتقدير دراسي عام 3.6 مع طموح بأن يصبح فيزيائي.
التحق تيري بجامعة سنترال ميشيغان، ولكنه واجه بعض الصعوبات في التأقلم مع الحياة الجامعية، واستُبعد بعد فصل دراسي واحد. في 1974 بعد أن أصيب أخاه ليزلي بحروق شديدة في انفجار مخزن وقود في المزرعة، عرض على أخيه أن يقدم له جلده للترقيع. حاول تيري العمل في المزرعة مع أخيه جيمس لفترة، ولكنهما لم يتأقلما سويا إذ أحس أن أخيه جيمس متسلط. لاحقا انتقل إلى كولورادو وتحصل على رخصة للعمل في العقارات في 1976. بعد فترة قصيرة من نجاحه في تحقيق أول عملية بيع كبيرة، أخبرته والدته أنها تحتاج مساعدته في المزرعة فعاد إلى ميشيغن.
في 1980، قابل نيكولز وكيلة العقارات لانا والش المطلقة مرتين والأم لطفلين والتي كانت تكبره بخمس سنوات، وتزوجا وحظيا بطفل هو جوشوا في 1982. أثناء هذا الزواج، التحق نيكولز بعدة وظائف جزئية لفترات قصيرة مثل النجارة وإدارة مصعد حبوب وبيع تأمين الحياة والعقارات. طبقا للانا، فقد كانت هي صاحبة العمل بينما كان نيكولز رب المنزل إذ قضى معظم وقته في المنزل بينما كان الأطفال يطبخون ويهتمون بالحديقة.
لم يحب نيكولز حياة المزرعة قط، وفي 1988 بعمر الثالثة والثلاثين حاول نيكولز الهروب منها بإدراج اسمه في القوات البرية للولايات المتحدة. أُرسل نيكولز إلى فورت بينينغ قرب كولومبوس، جورجيا من أجل التمرينات الأساسية. لكونه أكبر الرجال سنا في الفصيلة، فقد واجه صعوبات في الجانب البدني من التدريب، وكان الرجال الآخرون يطلقون عليه أحيانا «الجد». إلا أنه عُين قائد الفصيلة بعد فترة قصيرة بسبب سنه. كان تيموثي مك فاي في فصيلته وأصبحا صديقين بسرعة. كان لهما خلفية متشابهة: ترعرع كل منهما في منطقة ريفية وكره كل منهما العمل مع السود والتحق كل منهما بالجامعة لفترة وكان والدهما مطلقين. تشاركا الآراء السياسية أيضا والاهتمام بمجموعات الأسلحة وحركة البقاء. التحق كل منهما لاحقا بفورت رايلي، جنكشن سيتي، كانساس، حيث تقابلا وأصبحا صديقين لرفيقهما المستقبلي مايكل فورتير.

## اقرأ أيضًا
- أليكس جونز
- نصب تذكاري ومتحف أوكلاهوما الوطني

## وصلات خارجية
- اليوم السنوي لذكرة تفجير مدينة أوكلاهوما
- فيديو لتفجير مدينة أوكلاهوما
- قائمة بضحايا التفجير
- صور من التفجير